# Носач, Олег Юрьевич
Олег Юрьевич Носач (27.02.1944 — 11.12.2014) — российский учёный в области квантовой электроники, лауреат Государственной премии СССР (1983).
После окончания физического факультета МГУ 1 февраля 1966 года пришёл в Физический институт им. П.Н. Лебедева АН СССР (ФИАН), в котором проработал до конца жизни.
В первоначальный период участвовал в создании высокоэнергетических йодных фотодиссоционных лазеров совместно с учёными ВНИИЭФ.
Был соавтором научного открытия: «При вынужденном рассеянии света с пространственно-неоднородным распределением интенсивности происходит преобразование падающей световой волны в распространяющуюся в обратном направлении сопряжённую световую волну». Это явление зарегистрировано как открытие и внесено в Государственный реестр открытий СССР 12 июля 1979 г. под № 215. Авторы: Б. Я. Зельдович, О. Ю. Носач, В. И. Поповичев, В. В. Рагульский и Ф. С. Файзуллов.
В 1994 г. в препринте ФИАН рассмотрел проблему достижения квантового предела приёма слабых лазерных импульсов на фоне мощной засветки и предложил решить её с помощью йодных лазеров. К 1997 г. соответствующее устройство было создано — «активный квантовый фильтр» (АКФ). За эти разработки удостоен премии им. Н. Г. Басова 2001 г.
За цикл работ «Физические процессы в фотодиссоционных лазерах» в 2003 году стал лауреатом премии им. Л. И. Мандельштама.
Государственная премия СССР 1983 года (в составе коллектива) — за цикл работ по самообращению волнового фронта света при вынужденном рассеянии на гиперзвуке.
Сочинения:
- Лазерная локация и космическая связь на йодных лазерах. Евгений Орлов, Олег Носач, Сергей Манкевич. 2015 г. 224 стр.